# 谢箴廉
谢箴廉（？—？），福建仙游人，中华民国政治人物。
谢箴廉于1926年12月接替县知事邓炳担任福建省福安县县长，是福安县的首任县长；1927年12月接替陈希彭任福清县县长，卸任后由徐征祥接任；1931年接替戴启熊任仙游县县长，翌年由陶舜初接任。